# ماريان أوسبورن
ماريان أوسبورن هي كاتِبة كندية، ولدت في 14 مايو 1871 في مونتريال في كندا، وتوفيت في 5 سبتمبر 1931 في أوتاوا في كندا بسبب مرض الكبد.